# Cölestin Baumgartner
Cölestin Baumgartner (9. února 1844 Waizenkirchen – 30. dubna 1934 Lambach) byl rakouský římskokatolický duchovní a politik německé národnosti z Horních Rakous, na přelomu 19. a 20. století poslanec Říšské rady.

## Biografie
Profesí byl opatem. Vystudoval gymnázium ve Freinbergu, později studoval teologii na Univerzitě Innsbruck. V roce 1861 vstoupil do benediktinského kláštera v Lambachu. 28. července 1867 byl vysvěcen na kněze. Pobýval krátce v klášterech Beuron a Solesmes. Roku 1869 byl jmenován katechetou a roku 1872 se stal kooperátorem a rentmeisterem kláštera v Lambachu. Byl též administrátorem kláštera. Roku 1889 se stal převorem a od 11. června 1890 až do své smrti roku 1934, tredy po více než čtyřicet let, byl opatem kláštera v Lambachu. Od roku 1899 zastával funkci vrchního kurátora zemské hypoteční a komunální úvěrové banky. Zasloužil se o výstavbu lokálních železničních drah v Horních Rakousích. Od roku 1905 byl předsedou diecézní komise pro chrámovou hudbu. Zasedal v obecní radě v Lambachu. Byl mu udělen Řád Františka Josefa.
Zasedal jako poslanec Hornorakouského zemského sněmu. Zvolen sem byl v roce 1890 za kurii velkostatkářskou. Do sněmu se vrátil roku 1897, mandát tu obhájil roku 1902 a roku 1909. V letech 1890–1895, 1897–1902 a 1902–1908 byl kromě toho náhradníkem zemského výboru. Poslancem byl až do roku 1915. Na sněmu trvale zastupoval Křesťansko-sociální stranu.
Byl i poslancem Říšské rady (celostátního parlamentu Předlitavska), kam usedl ve volbách roku 1891 za kurii velkostatkářskou v Horních Rakousích. Mandát zde obhájil ve volbách roku 1897 a volbách roku 1901. Uspěl i ve volbách roku 1907, konaných poprvé podle všeobecného a rovného volebního práva. Byl zvolen za okrsek Horní Rakousy 21. Ve volebním období 1891–1897 se uvádí jako Cölestin Baumgartner, konzistorní rada a opat, bytem Lambach.
V roce 1891 se na Říšské radě uvádí jako člen konzervativního Hohenwartova klubu. Po volbách roku 1897 je řazen mezi konzervativní statkáře. Po volbách roku 1901 se uvádí jako konzervativec, několik týdnů po volbách je potom zmiňován coby člen Klubu středu, který primárně utvořila Katolická lidová strana. Po volbách roku 1907 usedl do klubu Křesťansko-sociální sjednocení (Křesťansko-sociální strana).
V roce 1929 byl Baumgartner fakticky zbaven vedení kláštera a místo něj těmito pravomocemi pověřen coby koadjutor Jakob Reimer. Šlo o výsledek vizitace, která zjistila rozsáhlé zadlužení kláštera. Podle jiného zdroje byl opatem-koadjutorem od roku 1929 Lambert Zauner.
Baumgartner zemřel v dubnu 1934 ve věku 90 let.